# Personnalité sportive autrichienne de l'année

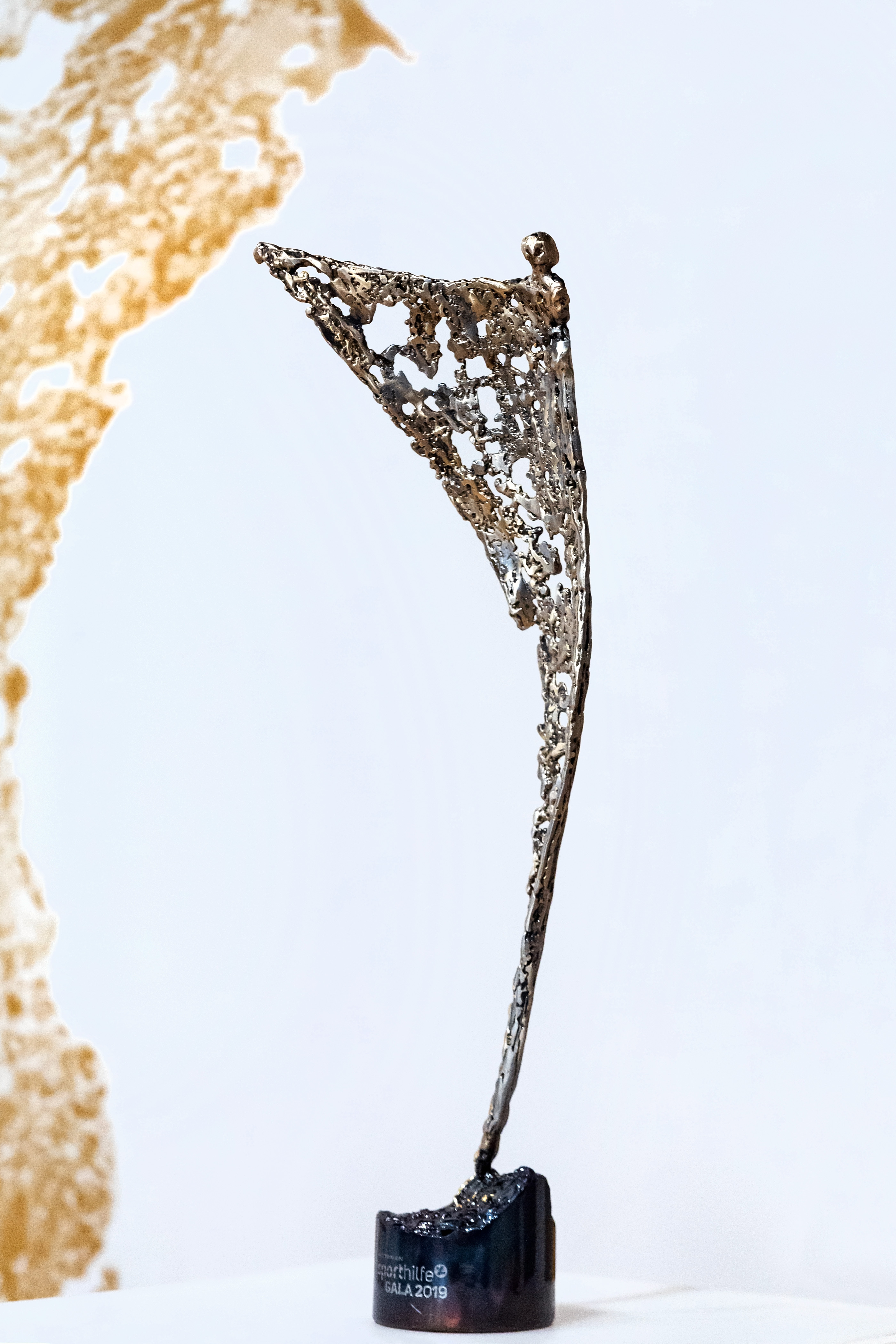
Trophée remis au vainqueur

Le titre de Personnalité sportive autrichienne de l'année est décerné annuellement depuis 1949. La skieuse Annemarie Moser-Pröll (7 récompenses) et le skieur Marcel Hirscher (6 récompenses) sont les sportifs les plus titrés. Le palmarès distingue essentiellement des sportifs s'illustrant dans les disciplines des sports d'hiver, sports très pratiqués en Autriche.

## Palmarès

### Trophées masculin et féminin (1949-1955)
| Année | Hommes           | Sport        | Femmes              | Sport               |
| ----- | ---------------- | ------------ | ------------------- | ------------------- |
| 1949  | Richard Menapace | Cyclisme     | Ellen Müller-Preis  | Escrime             |
| 1950  | Walter Zeman     | Football     | Dagmar Rom          | Ski alpin           |
| 1951  | Ernst Ocwirk     | Football     | Erika Mahringer     | Ski alpin           |
| 1952  | Othmar Schneider | Ski alpin    | Trude Jochum-Beiser | Ski alpin           |
| 1953  | Hermann Buhl     | Alpinisme    | Trude Klecker       | Ski alpin           |
| 1954  | Rupert Hollaus   | Motocyclisme | Fritzi Schwingl     | Canoë-kayak         |
| 1955  | Gerhard Hanappi  | Football     | Hanna Eigl          | Patinage artistique |

### Trophée unique (1956-1973)
| Année | Sportif               | Sport               |
| ----- | --------------------- | ------------------- |
| 1956  | Toni Sailer           | Ski alpin           |
| 1957  | Toni Sailer (2)       | Ski alpin           |
| 1958  | Toni Sailer (3)       | Ski alpin           |
| 1959  | Karl Schranz          | Ski alpin           |
| 1960  | Ernst Hinterseer      | Ski alpin           |
| 1961  | Heinrich Thun         | Athlétisme          |
| 1962  | Karl Schranz (2)      | Ski alpin           |
| 1963  | Heinrich Thun (2)     | Athlétisme          |
| 1964  | Josef Stiegler        | Ski alpin           |
| 1965  | Kurt Presslmayr       | Canoë-kayak         |
| 1966  | Emmerich Danzer       | Patinage artistique |
| 1967  | Emmerich Danzer (2)   | Patinage artistique |
| 1968  | Olga Pall             | Ski alpin           |
| 1969  | Liese Prokop          | Patinage artistique |
| 1970  | Karl Schranz (3)      | Ski alpin           |
| 1971  | Ilona Gusenbauer      | Saut en hauteur     |
| 1972  | Beatrix Schuba        | Patinage artistique |
| 1973  | Annemarie Moser-Pröll | Ski alpin           |

### Trophées masculin et féminin (depuis 1974)
| Année | Hommes                 | Sport               | Femmes                    | Sport               |
| ----- | ---------------------- | ------------------- | ------------------------- | ------------------- |
| 1974  | David Zwilling         | Ski alpin           | Annemarie Moser-Pröll (2) | Ski alpin           |
| 1975  | Franz Klammer          | Ski alpin           | Annemarie Moser-Pröll (3) | Ski alpin           |
| 1976  | Franz Klammer (2)      | Ski alpin           | Brigitte Totschnig        | Ski alpin           |
| 1977  | Niki Lauda             | Formule 1           | Annemarie Moser-Pröll (4) | Ski alpin           |
| 1978  | Josef Walcher          | Ski alpin           | Annemarie Moser-Pröll (5) | Ski alpin           |
| 1979  | Armin Kogler           | Saut à ski          | Annemarie Moser-Pröll (6) | Ski alpin           |
| 1980  | Anton Innauer          | Saut à ski          | Annemarie Moser-Pröll (7) | Ski alpin           |
| 1981  | Armin Kogler (2)       | Saut à ski          | Claudia Kristofics-Binder | Patinage artistique |
| 1982  | Armin Kogler (3)       | Saut à ski          | Claudia Kristofics-Binder | Patinage artistique |
| 1983  | Franz Klammer          | Ski alpin           | Gerda Winklbauer          | Judo                |
| 1984  | Peter Seisenbacher     | Judo                | Edit Hrovath              | Judo                |
| 1985  | Peter Seisenbacher (2) | Judo                | Elisabeth Kirchler        | Ski alpin           |
| 1986  | Michael Hadschieff     | Patinage de vitesse | Roswita Steiner           | Ski alpin           |
| 1987  | Andreas Felder         | Saut à ski          | Sigrid Wolf               | Ski alpin           |
| 1988  | Peter Seisenbacher (3) | Judo                | Sigrid Wolf (2)           | Ski alpin           |
| 1989  | Rudolf Nierlich        | Ski alpin           | Ulrike Maier              | Ski alpin           |
| 1990  | Thomas Muster          | Tennis              | Petra Kronberger          | Ski alpin           |
| 1991  | Stephan Eberharter     | Ski alpin           | Petra Kronberger (2)      | Ski alpin           |
| 1992  | Patrick Ortlieb        | Ski alpin           | Petra Kronberger (3)      | Ski alpin           |
| 1993  | Andreas Goldberger     | Saut à ski          | Anita Wachter             | Ski alpin           |
| 1994  | Thomas Stangassinger   | Ski alpin           | Emese Hunyady             | Patinage de vitesse |
| 1995  | Thomas Muster (2)      | Tennis              | Ursula Profanter          | Canoë-kayak         |
| 1996  | Andreas Goldberger (2) | Saut à ski          | Theresia Kiesl            | Athlétisme          |
| 1997  | Anton Polster          | Football            | Renate Götschl            | Ski alpin           |
| 1998  | Hermann Maier          | Ski alpin           | Alexandra Meissnitzer     | Ski alpin           |
| 1999  | Hermann Maier (2)      | Ski alpin           | Alexandra Meissnitzer (2) | Ski alpin           |
| 2000  | Hermann Maier (3)      | Ski alpin           | Stephanie Graf            | Athlétisme          |
| 2001  | Hermann Maier (4)      | Ski alpin           | Stephanie Graf (2)        | Athlétisme          |
| 2002  | Stephan Eberharter (2) | Ski alpin           | Mirna Jukić               | Natation            |
| 2003  | Werner Schlager        | Tennis de table     | Michaela Dorfmeister      | Ski alpin           |
| 2004  | Markus Rogan           | Natation            | Kate Allen                | Triathlon           |
| 2005  | Georg Totschnig        | Cyclisme            | Renate Götschl (2)        | Ski alpin           |
| 2006  | Benjamin Raich         | Ski alpin           | Michaela Dorfmeister (2)  | Ski alpin           |
| 2007  | Thomas Vanek           | Hockey sur glace    | Nicole Hosp               | Ski alpin           |
| 2008  | Thomas Morgenstern     | Saut à ski          | Mirna Jukić               | Natation sportive   |
| 2009  | Wolfgang Loitzl        | Saut à ski          | Mirna Jukić               | Natation sportive   |
| 2010  | Jürgen Melzer          | Tennis              | Andrea Fischbacher        | Ski alpin           |
| 2011  | Thomas Morgenstern (2) | Saut à ski          | Elisabeth Görgl           | Ski alpin           |
| 2012  | Marcel Hirscher        | Ski alpin           | Marlies Schild            | Ski alpin           |
| 2013  | David Alaba            | Football            | Anna Fenninger            | Ski alpin           |
| 2014  | David Alaba (2)        | Football            | Anna Fenninger (2)        | Ski alpin           |
| 2015  | Marcel Hirscher (2)    | Ski alpin           | Anna Fenninger (3)        | Ski alpin           |
| 2016  | Marcel Hirscher (3)    | Ski alpin           | Eva-Maria Brem            | Ski alpin           |
| 2017  | Marcel Hirscher (4)    | Ski alpin           | Anna Gasser               | Snowboard           |
| 2018  | Marcel Hirscher (5)    | Ski alpin           | Anna Gasser (2)           | Snowboard           |
| 2019  | Marcel Hirscher (6)    | Ski alpin           | Vanessa Herzog            | Patinage de vitesse |
| 2020  | Dominic Thiem          | Tennis              | Vanessa Herzog (2)        | Patinage de vitesse |
| 2021  | Vincent Kriechmayr     | Ski alpin           | Anna Kiesenhofer          | Cyclisme            |
| 2022  | David Alaba (3)        | Football            | Anna Gasser (3)           | Snowboard           |
| 2023  | Felix Gall             | Cyclisme            | Eva Pinkelnig             | Saut à ski          |